# Caurel (Marne)
Caurel település Franciaországban, Marne megyében. Lakosainak száma 696 fő (2022. január 1.). Caurel Pomacle, Berru, Lavannes és Witry-lès-Reims községekkel határos.

## Népesség
A település népességének változása:
| Lakosok száma | 328  | 499  | 576  | 650  | 623  | 631  | 655  | 689  | 692  | 696  |
|               | 1968 | 1982 | 1990 | 2006 | 2013 | 2015 | 2017 | 2019 | 2020 | 2022 |